# Fridrihs Bošs
Fridrihs Bošs (russisch Фридрих Бош; * 7. Februar 1887 in Valmiera; † 12. Februar 1950 in Deutschland) war ein lettischer Radrennfahrer.

## Sportliche Laufbahn
Bošs nahm an den Olympischen Sommerspielen 1912 in Stockholm für Russland teil. Bei den Spielen schied er im olympischen Einzelzeitfahren aus. Die russische Mannschaft kam nicht in die Mannschaftswertung. 1912 wurde er Vierter bei den russischen Bahnmeisterschaften im Sprint.
Bei den Olympischen Sommerspielen 1936 in Berlin war er als Offizieller Mitglied der lettischen Delegation.